# Rio dell'Avogaria

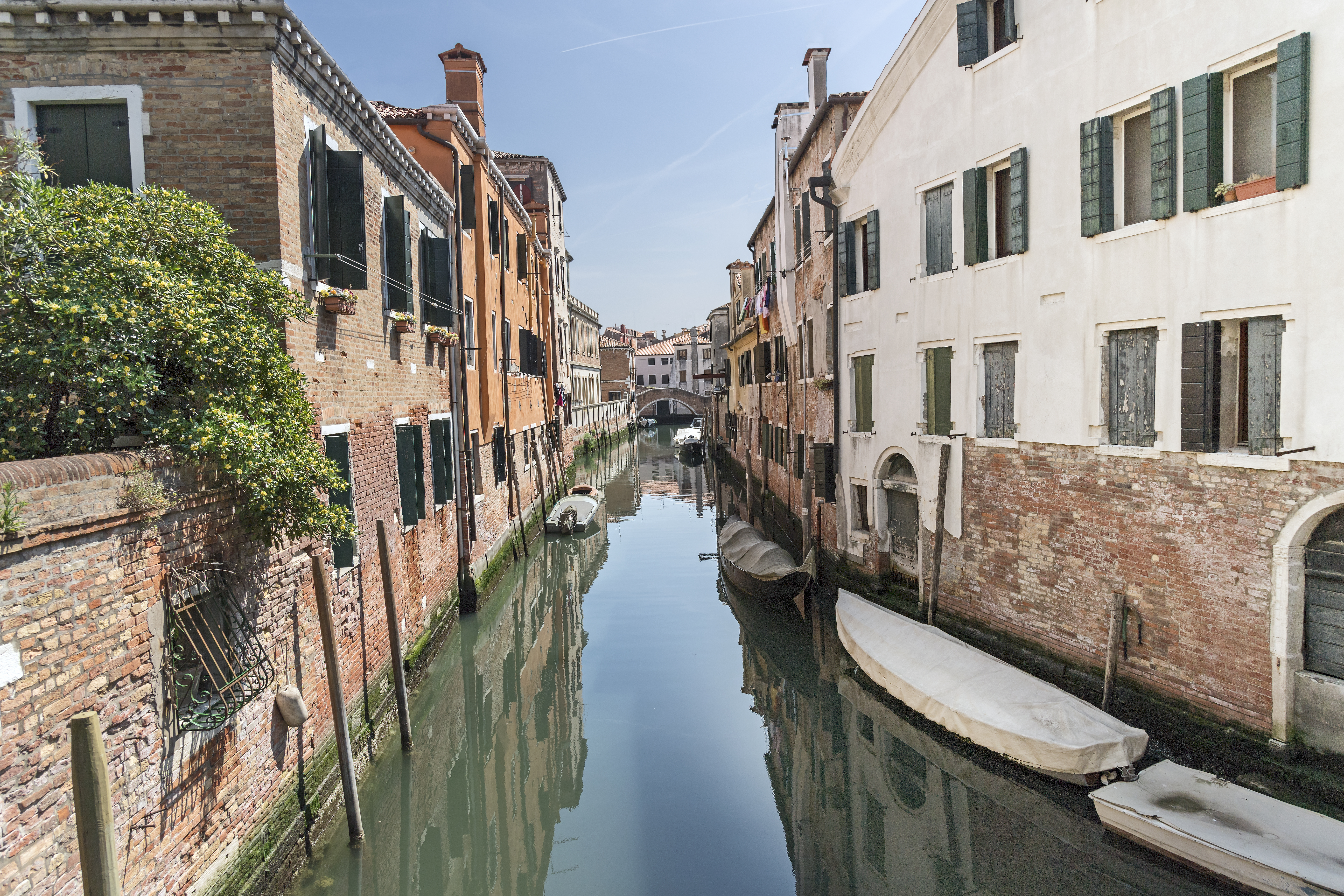
Rio dell'Avogaria vers le sud

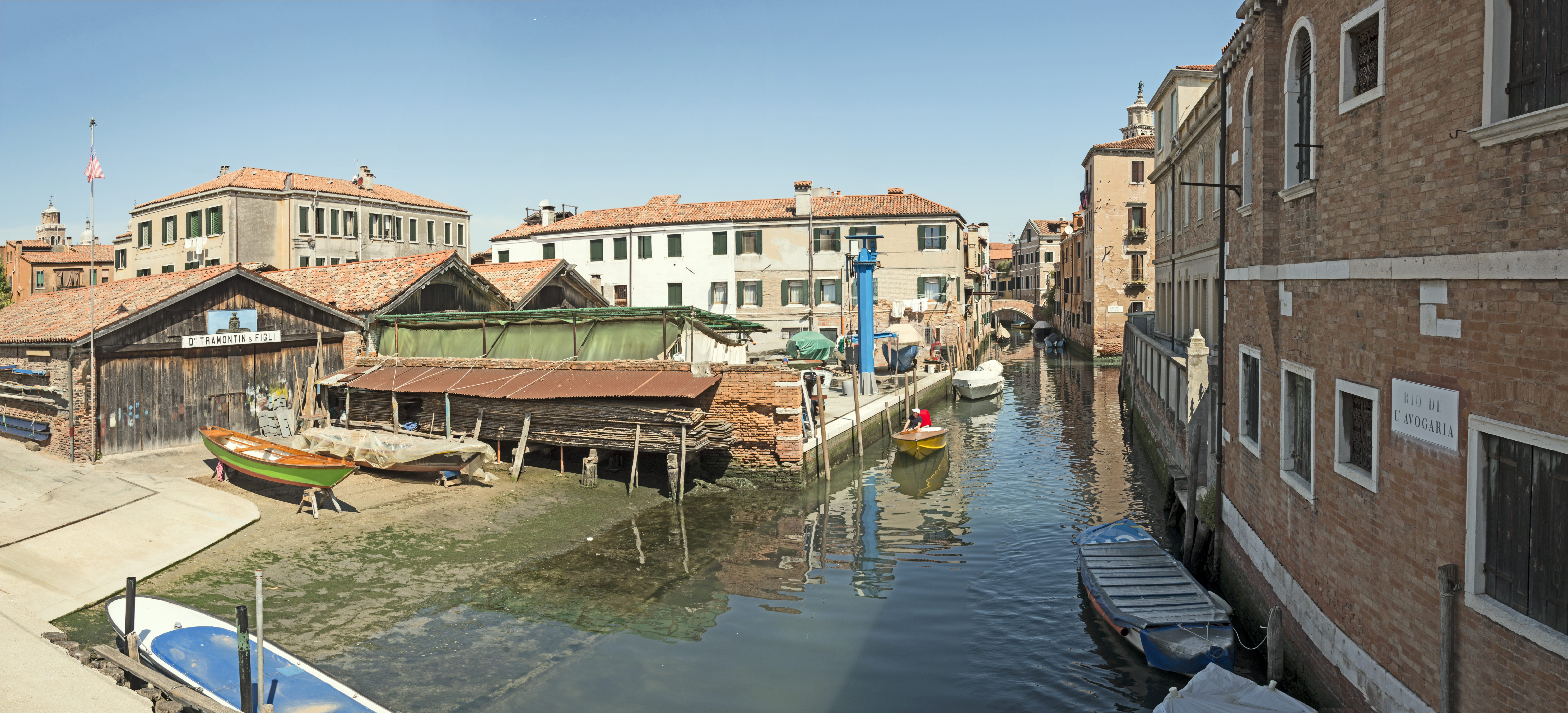
Rio dell'Avogaria vers le nord

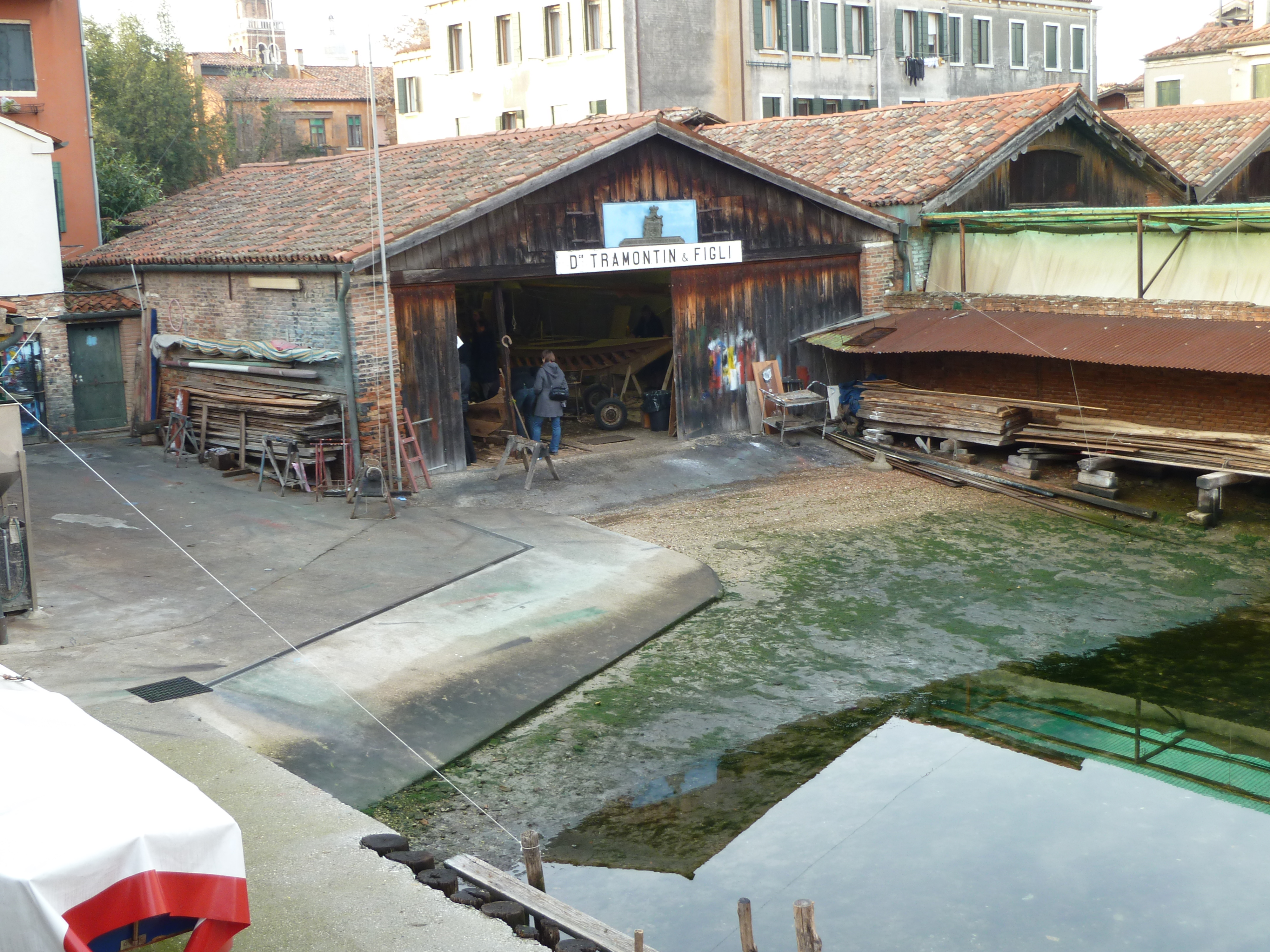
chantier naval le long du rio

Le rio dell'Avogaria (en vénitien  de l'Avogaria)  est un canal de Venise dans le Dorsoduro (Sestiere de Venise).

## Description
Le rio de l'Avogaria a une longueur d'environ 160 mètres. 
Il relie le rio dei Ognissanti en sens nord avec le rio de San Barnaba.

## Toponymie
Le nom provient de la famille Zamberti, surnommée dall'Avogaria, parce qu'ils occupèrent les principales charges dans le bureau de l' Avogadoria de Comùn, magistrature d'appel suprême de la république de Venise. Ils eurent des habitations près du pont éponyme, qui après leur extinction au XVIIe siècle passèrent à la famille Superchi.

## Ponts
Ce rio est traversé par deux ponts, du sud au nord:
- le Ponte Sartorio reliant le campiello' éponyme au Fondamenta Ognissanti ;
- le Ponte de l'Avogaria reliant la calle éponyme à la Calle Lunga de San Barnaba.

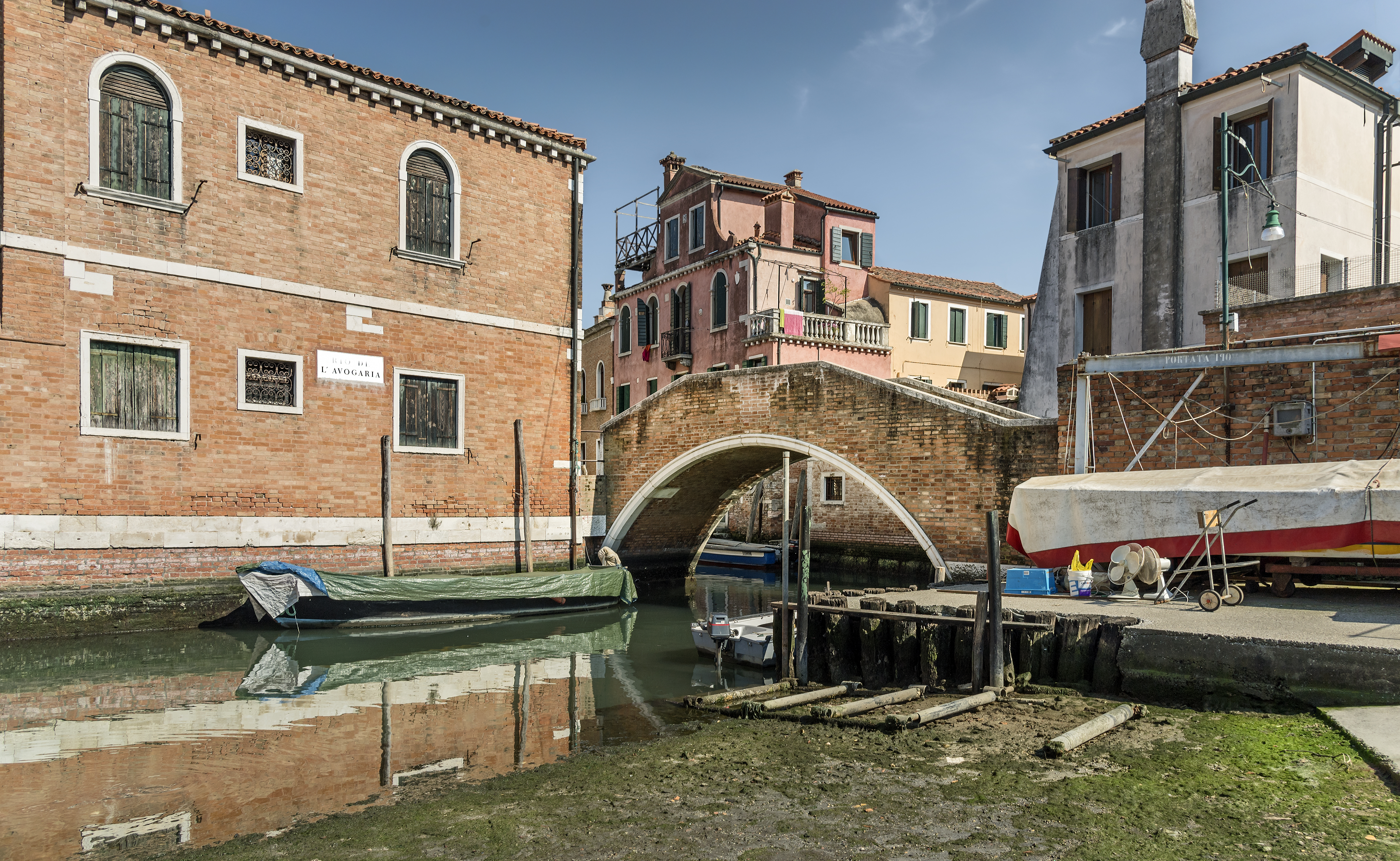
Le pont Sartorio à son origine
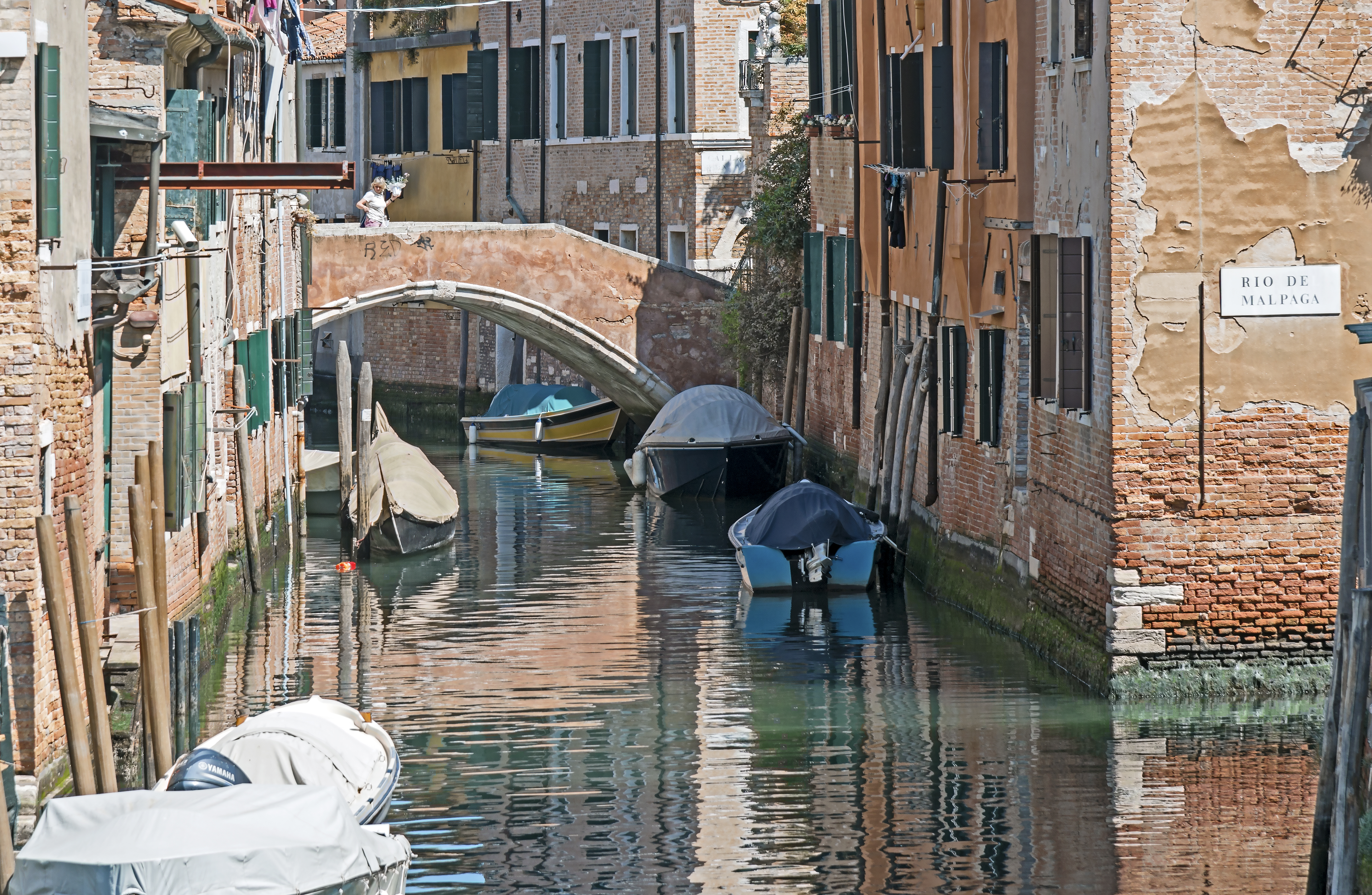
Pont de l'Avogaria et début du rio de Malpaga